# 댄 포글러
댄 포글러(Dan Fogler, 1976년 10월 20일 ~ )는 미국의 배우이다.

## 작품 목록
- 신비한 동물사전
- 신비한 동물들과 그린델왈드의 범죄 - 제이콥 코왈스키 역
- 신비한 동물들과 덤블도어의 비밀 - 제이콥 코왈스키 역